# ديك داف
ديك داف هو لاعب هوكي الجليد كندي، ولد في 18 فبراير 1936 في كيركلاند ليك في كندا.

## وصلات خارجية
- ديك داف على موقع دوري الهوكي الوطني (الإنجليزية)
- ديك داف على موقع EliteProspects.com (الإنجليزية)
- ديك داف على موقع HockeyDB.com (الإنجليزية)
- ديك داف على موقع Hockey-Reference.com (الإنجليزية)
- ديك داف على موقع قاعة أونتاريو للمشاهير الرياضية (مؤرشف) (الإنجليزية)